# Calosotinae
Calosotinae Bouček, 1958, è una sottofamiglia di insetti (Hymenoptera Chalcidoidea, fam. Eupelmidae) comprendente specie parassitoidi.

## Sistematica
La sottofamiglia comprende i seguenti generi :
- Archaeopelma
- Balcha
- Calosota
- Eusandalum
- Licrooides
- Paraeusandalum
- Pentacladia
- Tanythorax